# 二阶魔方

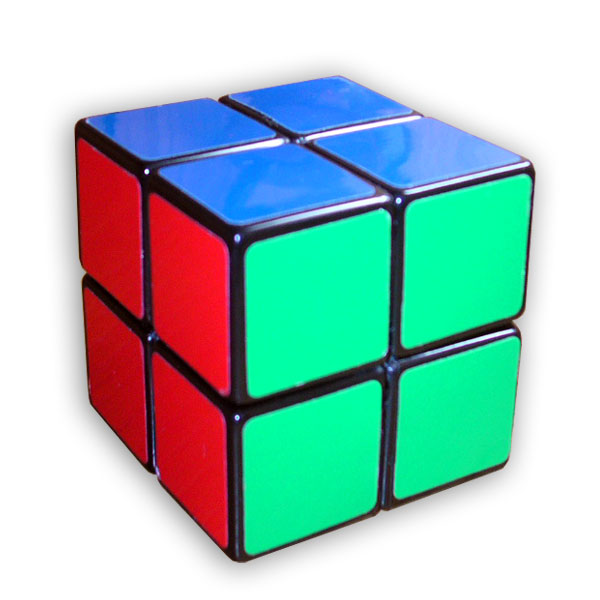
二阶魔方

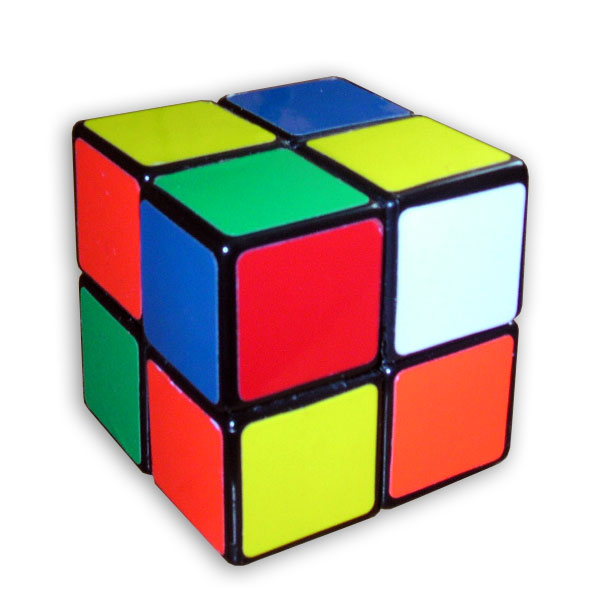
打乱的二阶魔方

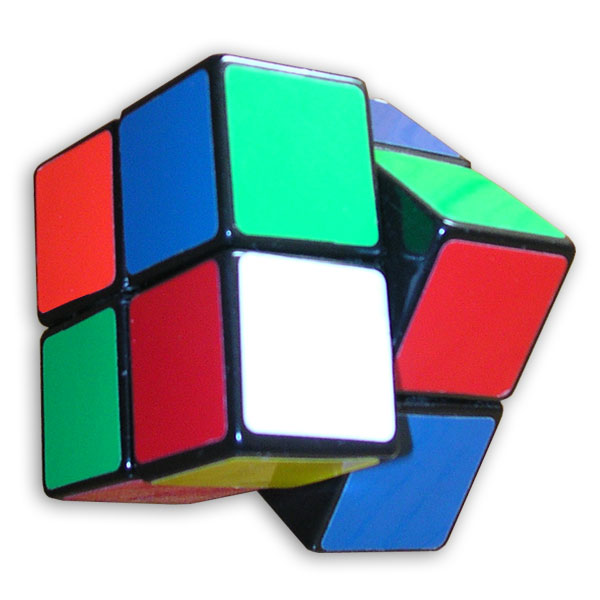
转动中的二阶魔方

二阶魔方（英語：Pocket Cube）又称口袋魔方、迷你魔方、小魔方、冰块魔方，为2×2×2的立方体结构。本身只有8个角块，没有其他结构的方块。結構與三階魔方相近，
可以利用復原三階魔方的公式進行復原。

## 发展历史

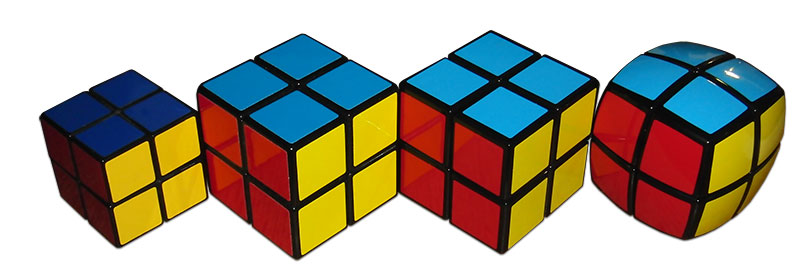
不同种类的二阶魔方

1974年，魯比克教授發明了第一個魔方，即3×3×3立方体结构的“三阶魔方”（當時稱作Magic Cube），並在1975年獲得匈牙利專利號HU170062，但沒有申請國際專利。第一批三阶魔方於1977年在布達佩斯的玩具店販售。與Nichols的魔方不同，魯比克教授的零件是像卡榫一般互相咬合在一起，不容易因為外力而分開，而且可以以任何材質製作。
1979年九月，Ideal Toys公司將魔方帶至全世界，並於1980年一、二月在倫敦、巴黎和美國的國際玩具博覽會亮相。
展出之後，Ideal Toys公司將魔方的名稱改為Rubik's Cube，1980年五月，第一批魔方在匈牙利出口。
魔方廣為大眾喜愛是在1980年代。從1980年到1982年，總共售出了將近200萬個魔方。據估計，1980年代中期，全世界有五分之一的人在玩魔術方塊。
由於魔方的巨大商機，1983年魯比克教授和他的合夥人一同開發了二階和四階魔方。並於1986年製造了五階魔方。

## 变化
8个角块的位置均可进行任意互换（8!種狀態），其中7个角块可以任意转换方向（即37种狀態），而第8个角块的方向会被前7个角块方向决定(註：這裡指的轉換方向，或者說翻轉，是指一個角塊從例如白-紅-綠變成綠-白-紅但是一次翻轉一定會翻轉到3個角塊)。如果在空间中旋转则不计算方向不同而状态相同的魔方，实际上的准确状态数还应除以6(个面朝上)×4(个面朝前)=24(种整体旋转方式)。所以二阶魔方的总状态数为：
{\displaystyle {\frac {8!\,3^{7}}{24}}=7!\,3^{6}=3674160}
二阶魔方的最远復原距离（即最需要最多步骤復原的状态）为11次全旋转，或者14次普通旋转，此结果可以用计算机使用暴力穷举算法计算出。
| 旋转次数 | 进行全旋转復原的魔方的状态数 | 进行普通旋转復原的魔方的状态数 |
| -------- | ---------------------------- | ------------------------------ |
| 0        | 1                            | 1                              |
| 1        | 9                            | 6                              |
| 2        | 54                           | 27                             |
| 3        | 321                          | 120                            |
| 4        | 1847                         | 534                            |
| 5        | 9992                         | 2256                           |
| 6        | 50136                        | 8969                           |
| 7        | 227536                       | 33058                          |
| 8        | 870072                       | 114149                         |
| 9        | 1887748                      | 360508                         |
| 10       | 623800                       | 930588                         |
| 11       | 2644                         | 1350852                        |
| 12       |                              | 782536                         |
| 13       |                              | 90280                          |
| 14       |                              | 276                            |

## 复原方法
二阶魔方只有8个角块，可以利用“三阶魔方层先法”的一部分原理进行还原。
| 第一阶段   | 第二阶段                                                          | 第三阶段                     |
| ---------- | ----------------------------------------------------------------- | ---------------------------- |
|            |                                                                   |                              |
| 还原顶层。 | 翻转底层角块，对齐底层颜色。 （为便于理解，此处将魔方翻转过来。） | 调整底层角块位置，还原完成。 |